# Seta Manoukian
Pour les articles homonymes, voir Manoukian.
Seta Manoukian, née à Beyrouth en 1945, est une artiste peintre libanaise d'origine arménienne.
Elle commence à peindre dès l’âge de 13 ans, encouragée par Paul Guiragossian. Une bourse d’étude lui permet d’intégrer l’Académie Pietro Vanucci à Pérouse, puis l’Académie des beaux-arts de Rome. Une seconde bourse la conduit au Barking College of Technology de Londres. 
Elle participe à de nombreuses expositions collectives au Liban, en Italie, en Allemagne, en Irak, en Arménie et au Brésil. Elle tient également quelques expositions individuelles à Beyrouth et aux États-Unis.